# Ver-lès-Chartres
 Ver-lès-Chartres  es una población y comuna francesa, en la región de  Centro, departamento de Eure y Loir, en el distrito de Chartres y cantón de Chartres-Sud-Ouest.

## Demografía
| 350 | 330 | 560 | 708 | 748 | 724 |
| Para los censos de 1962 a 1999 la población legal corresponde a la población sin duplicidades (Fuente: INSEE [Consultar]) |     |     |     |     |     |